# Węgierskie Towarzystwo Turańskie
Węgierskie Towarzystwo Turańskie lub Węgierskie Centrum Kultury Wschodu – stowarzyszenie założone w 1910 roku przez węgierskiego muzealnika Alajosa Paikerta, zajmujące się rozwojem badań nad azjatyckim pochodzeniem Węgrów, czyli węgierskim turanizmem, upowszechnianiem informacji na temat Azji, oraz nawiązywaniem kulturalnych i ekonomicznych relacji z państwami azjatyckimi.
Twórca organizacji wzorował się na przedsięwzięciach podobnych, istniejących w Niemczech i Wielkiej Brytanii. Działalność organizacji przerwała I wojna światowa, jednak w 1916 roku wznowiono działalność Towarzystwa, a na jego czele stanął profesor geografii i późniejszy premier Węgier Pál Teleki. Towarzystwo przyjęło nową nazwę – Węgierskie Centrum Kultury Wschodu – i rozwinęło swoją działalność poprzez utworzenie wewnętrznych departamentów, mających zajmować się relacjami gospodarczymi, oraz badaniami geograficznymi, historycznymi (w tym archeologicznymi), kulturalnymi, etnograficznymi i językowymi. Centrum było finansowane przez rząd, nawet w czasie krótkotrwałej komunistycznej dyktatury Węgierskiej Republiki Rad.